# Dzmitryj Mazaleŭski
Dzmitryj Dzmitryevič Mazaleŭski (in bielorusso Дзмітрый Дзмітрыевіч Мазалеўскі?; in russo Дмитрий Дмитриевич Мозолевский?, Dmitrij Dmitrievič Mozolevskij; Brėst, 30 aprile 1985) è un ex calciatore bielorusso, di ruolo attaccante.

## Palmarès

### Club

#### Competizioni nazionali
- Coppa di Bielorussia: 2

Dinamo Brėst: 2006-2007
BATĖ Borisov: 2014-2015
- Campionato bielorusso: 4

BATĖ Borisov: 2012, 2013, 2014, 2015
- Supercoppa di Bielorussia: 4

BATĖ Borisov: 2013, 2014, 2015, 2016